# Stadion w Hajdarabadzie
Stadion w Hajdarabadzie to wieloużytkowy stadion znajdujący się w mieście Hajdarabad, w Pakistanie. Na tym stadionie swoje mecze rozgrywają drużyny piłkarskie. Stadion może pomieścić 25000 widzów.